# Sardrud
Sardrūd (farsi سردرود) è una città della circoscrizione Centrale dello shahrestān di Tabriz, nell'Azarbaijan orientale.